# 加賀田進
加賀田 進（かがた すすむ、1911年（明治44年）3月18日 - 2004年（平成16年）5月13日）は、昭和期の労働運動家、政治家。衆議院議員（5期）。

## 経歴
石川県出身。1932年（昭和7年） 京都工学校電気科を卒業した。
京都府地方労働委員、日本電池労働組合委員長、京都地方評議会議長などを務めた。1952年（昭和27年）4月、衆議院行政監察特別委員会に証人喚問された。
1952年（昭和27年）10月の第25回衆議院議員総選挙に京都府第1区から左派社会党公認で出馬して初当選。以後、1958年（昭和33年）5月の第28回総選挙まで再選された。第29回総選挙で落選したが、1963年（昭和38年）11月の第30回総選挙で再選され、衆議院議員に通算5期在任した。この間、日本社会党総務局庶務部副部長、同企画局情報部長、同中央執行委員、同京都府連合会委員長、同党本部統制委員、全国金属労働組合京都地本委員長、勤労者福祉対策協議会長、全国金属本部特別中央執行委員、地方制度調査会委員などを務めた。その後、第31回総選挙に立候補したが落選した。
のち社会党京都府連顧問、京都勤労者住宅生活協同組合理事長に就任した。
1981年（昭和56年）春の叙勲で勲二等瑞宝章受章。
2004年（平成16年）5月13日死去、93歳。死没日をもって従四位に叙される。